# Harpo Productions

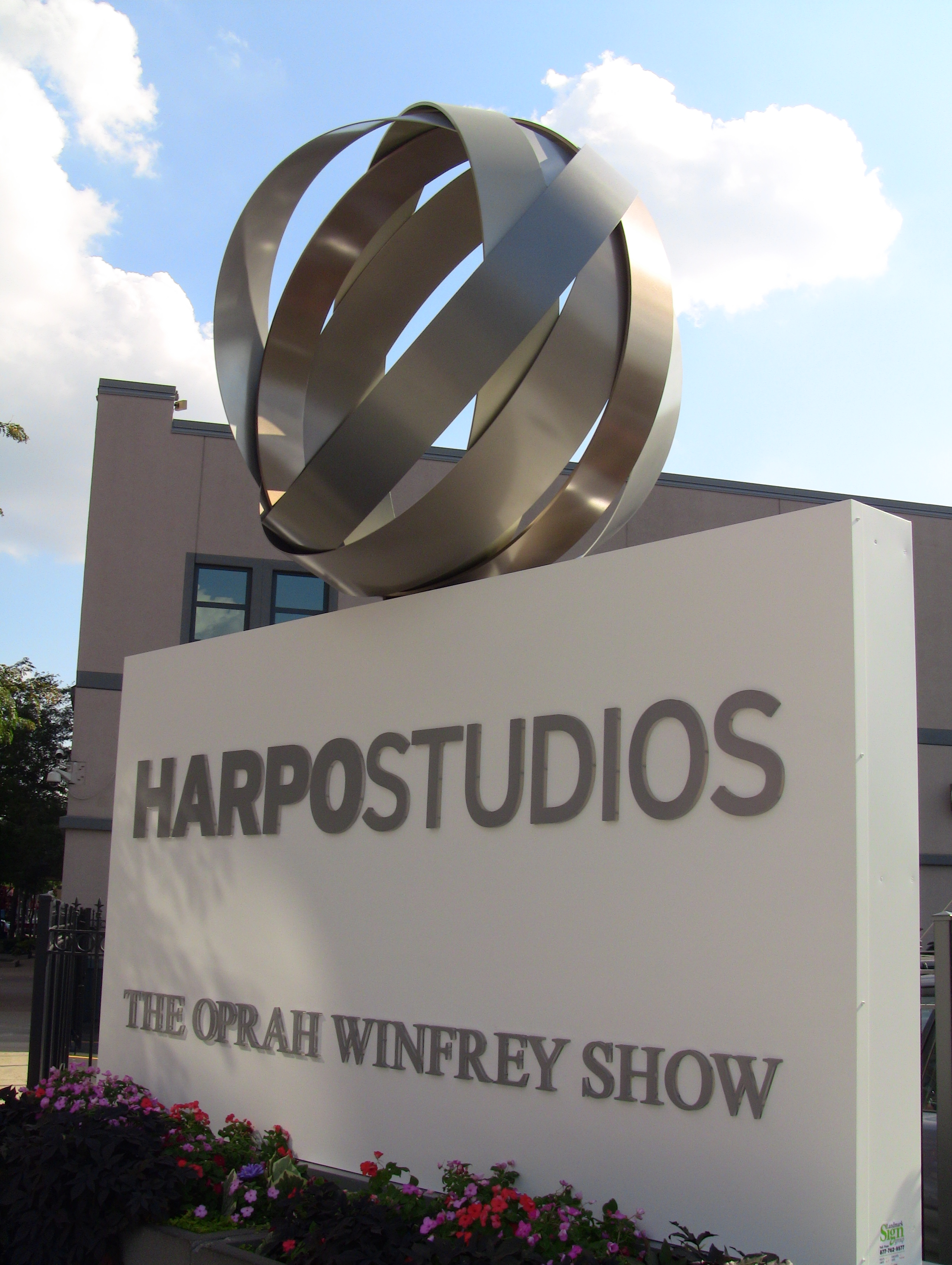
L'ancien panneau placée devant les Harpo Studios d'Oprah Winfrey à Chicago.

Harpo Productions (ou Harpo Studios), est une entreprise de production multimédia américaine, créée par Oprah Winfrey.
Elle se trouve à Chicago, dans le secteur de Near West Side.